# Biblioteca Națională a Dietei
Biblioteca Națională a Dietei (NDL)|国立国会図書館|Kokuritsu Kokkai Toshokan}} este biblioteca națională a Japoniei și printre cele mai mari biblioteci din lume. A fost înființată în 1948 în scopul asistării membrilor Dietei Naționale din Japonia (国会 Kokkai) în cercetarea chestiunilor de ordine publică. Biblioteca este similară scopului și domeniului de aplicare la Biblioteca Congresului Statelor Unite.
Biblioteca Națională de Dietă (NDL) este formată din două facilități principale din Tokio și Kyoto și mai multe biblioteci similare prin toată Japonia.

## Legături externe
- Site web oficial
- NDL English website
- NDL Digital Archive Portal (English) Arhivat în 13 aprilie 2008, la Wayback Machine.
- Kansai-kan of the NDL (English)
- Digital Library from the Meiji Era (English summary only)
- NDL Digital Collections
- NDL image viewer
- NDL-OPAC Japanese Index
- NDL-OPAC English Index
- Database of National Diet Minutes (Japanese)
- Database of Imperial Diet Minutes (Japanese)
- NDL Interlibrary Loan Application Procedures
- NDL Photoreproduction Service
- NDL Portraits of Modern Japanese Historical Figures